# Aeolochroma amethystina
Aeolochroma amethystina är en fjärilsart som beskrevs av W. Warren 1907. Aeolochroma amethystina ingår i släktet Aeolochroma och familjen mätare. Inga underarter finns listade i Catalogue of Life.